# Castillo de Villanueva del Fresno
El castillo de Villanueva del Fresno es una edificación defensiva situada en el municipio español de Villanueva del Fresno, perteneciente a la provincia de Badajoz (comunidad autónoma de Extremadura). Sus orígenes se remontan al siglo XIV. En la actualidad solo se conserva una parte del mismo. 
Dicho castillo se encuentra al nordeste de la ciudad de Villanueva del Fresno, por la cual lleva su nombre. Se encuentra localizado en el punto más alto de la zona. Fue edificado como un señorío, con una estructura rectangular, dividido en dos plantas que se encontraban rodeadas por un antemuro y un foso. El antemuro contaba con altos torreones. En relación con la muralla, contaba con tres torres, una de las cuales —denominada "Torre del Castillo" por ser la más alta— era cuadrangular. 
Esta edificación fue destruida por los portugueses, liderados por el Gobernador de las Armas Matías de Alburquerque, quienes tras diez días de batalla consiguen la victoria debido a que los 700 infantes y 70 soldados a caballo que estaban defendiendo el castillo se rindieron. Ante este hecho, el gobernador de Villanueva del Fresno y su castillo, el señor Maestre de Campo D. Francisco de Geldres, entregó el castillo el 18 de octubre de 1643. En 1646, el castillo fue destruido junto con la villa.
Entre sus restos aún se conserva un antemuro y parte del muro. En la actualidad, esta construcción ha sido restaurada y vallada.